# Home (Mr.Children의 음반)
《Home》은 2007년 3월 14일에 발매된 Mr.Children의 열두 번째 정규 음반이다. 초회한정판에는 음반 작업과 공연 장면이 수록된 DVD가 포함되어 있다. 발매 첫 주 69만 장 이상 팔리며 오리콘 주간 음반 차트 1위를 차지했다.
음반에는 2006년부터 2007년 초까지 발매된 세 장의 싱글이 수록되어 있다. 첫 번째 싱글 〈호키보시〉는 토요타 자동차의 CM송으로 사용됐으며, 두 번째 싱글 〈시루시〉는 드라마 《14세의 어머니》의 주제가로 사용됐으며 2006년에 66만 장 이상 팔리며 연간 싱글 차트 7위를 기록했다. 마지막 싱글 〈페이크〉는 테즈카 오사무의 만화 《도로로》의 실사 영화 주제가로 사용됐다.
음반 홍보를 위해 〈이도로리〉의 뮤직 비디오가 제작됐으며, 노래 또한 올림푸스 E-410의 CM송으로 사용됐다. 〈호키보시〉의 커플링곡 〈호코로비〉와〈my sweet heart〉, 〈시루시〉의 커플링곡 〈히비키〉와 〈쿠루미 for the Film: 코후쿠나 쇼쿠타쿠〉는 모두 이번 음반에 수록되지 않고 컴필레이션 음반 《B-Side》에 수록됐다.
음반은 118만 장 이상 팔리며 밴드의 데뷔 15년째인 2007년 오리콘 연간 음반 차트에서 1위를 차지했는데. 이는 밴드의 첫 연간 음반 차트 1위이다.

## 수록곡
전체 작사/작곡:사쿠라이 카즈토시
1. 사케비 이노리 (叫び 祈り)
2. Wake me up!
3. 이로도리 (彩り)
4. 호키보시 (箒星)
5. Another Story
6. Piano Man
7. 못토 (もっと)
8. 야와라카이 카제 (やわらかい風 )
9. 페이크(フェイク)
10. 포켓 캐스터네츠 (ポケット カスタネット)
11. Sunrise
12. 시루시 (しるし)
13. 토오리아메 (通り雨)
14. 안마리 오보에테 나이야 (あんまり覚えてないや)

## 차트 순위
| 차트                      | 최고 순위 |
| ------------------------- | --------- |
| 오리콘 주간 음반          | 1         |
| 오리콘 연간 음반 (2007년) | 1         |

| 기관        | 인증   | 출하수     |
| ----------- | ------ | ---------- |
| 일본 (RIAJ) | 밀리언 | 1,000,000+ |